# Drymophilacris rubripes
Drymophilacris rubripes är en insektsart som beskrevs av Marius Descamps och David M. Rowell 1984. Drymophilacris rubripes ingår i släktet Drymophilacris och familjen gräshoppor. Inga underarter finns listade i Catalogue of Life.